# Raúl Marín Balmaceda
Raúl Marín Balmaceda (Santiago, 14 de noviembre de 1907 - Santiago, 20 de agosto de 1957) fue un abogado y político chileno. Se desempeñó como diputado y senador de la República, este último por la 2ª agrupación provincial, entre 1949 y 1957.

## Biografía
Nació en Santiago, el 14 de noviembre de 1907. Sus padres fueron Arturo Marín Vicuña y Esther Balmaceda Fontecilla, sobrina del presidente José Manuel Balmaceda. No se casó.
Estudió derecho en la Universidad de Chile, y se recibió de abogado en 1937; la tesis se tituló Conceptos políticos y administrativos de Portales.
Fue abogado del Consulado y de la embajada de España en Santiago. En la administración pública trabajó como oficial de la Biblioteca Nacional; oficial mayor del Ministerio de Justicia y, secretario general de la Dirección de Estadística.
En el aspecto intelectual, el centro de sus estudios no fue sólo en el campo político, sino que también se extendió a la historia, la economía y la religión; en este último ámbito, el religioso, escribió y fue autor de numerosas obras.

## Trayectoria política
Fue miembro del Partido Liberal (PL); en los años de su juventud vibró con todo lo que atañía al interés nacional y a la causa de su partido; fue liberal no sólo de creencias, sino también, de acción. Miembro de la Junta Ejecutiva de su partido.
En las elecciones parlamentarias de 1937, fue electo diputado por la Cuarta Agrupación Departamental, correspondiente a La Serena, Coquimbo, Elqui, Ovalle e Illapel, por el período 1937-1941. Integró la Comisión Permanente de Relaciones Exteriores; y fue diputado reemplazante en la Comisión Permanente de Educación Pública; y en la de Vías y Obras Públicas.
En las parlamentarias de 1941, resultó reelecto diputado por la misma Agrupación (La Serena, Coquimbo, Elqui, Ovalle, Combarbalá e Illapel), por el período 1941-1945. En este periodo legislativo integró la Comisión Permanente de Relaciones Exteriores; y fue diputado reemplazante en la Comisión Permanente de Constitución, Legislación y Justicia.
En 1945, resultó nuevamente reelecto diputado por la misma agrupación departamental, por el período 1945-1949. Esta vez integró la Comisión Permanente de Relaciones Exteriores.
Fue presidente de la delegación chilena al I Congreso Panamericano de Historia, celebrado en Madrid, en octubre de 1949.
En las parlamentarias de 1949, fue electo senador, por la Segunda Agrupación Provincial, en representación de Atacama y Coquimbo, por el período 1949-1957. Integró la Comisión Permanente de Relaciones Exteriores y Comercio; la de Higiene, Salubridad y Asistencia Pública; y fue senador reemplazante en la Comisión Permanente de Trabajo y Previsión Social. Por otra parte, representó al Senado en el Consejo de la Caja de Colonización Agrícola (CCA).
Representó también, a Chile en el II Congreso Anti-soviético, realizado en Río de Janeiro en 1955.
En las parlamentarias de 1957 fue reelecto senador por la misma agrupación provincial, por el período 1957-1965. En dicho periodo, continuó integrando la Comisión Permanente de Relaciones Exteriores; y la de Salud Pública.
Falleció en Santiago en los inicios de este período senatorial, el 20 de agosto de 1957, de un repentino y fulminante ataque al corazón durante una reunión de la Junta Liberal, en que justamente hablaba. El 3 de diciembre del mismo año se incorporó al Senado su reemplazo, Hugo Zepeda Barrios.

## Distinciones y membresía
Fue miembro correspondiente de la Academia Chilena de Historia; Socio de la Sociedad Chilena de Historia y Geografía.
Fue condecorado Comendador de la Orden de Isabel la Católica y Gran Cruz Isabel la Católica; Gran Cruz al Mérito de la República Federal; y declarado como hijo adoptivo predilecto por el Ayuntamiento de la Villa de Gata, Extremadura, España.
Funcionó como director de la Sociedad Protectora de Animales Benjamín Vicuña Mackenna.
Fue socio del Club de La Unión, del Club de Tenis y del Club de Ski.
La localidad Puerto Raúl Marín Balmaceda, en la comuna de Cisnes, Región de Aysén, fue bautizada en su honor en 1959.